# Atlanta Dream
Die Atlanta Dream ist ein Frauen-Basketball-Franchise der Women’s National Basketball Association  (WNBA) mit Sitz in der US-amerikanischen Stadt Atlanta im Bundesstaat Georgia. Ihre Heimspiele trägt die Mannschaft seit der Saison 2020 in der Gateway Center Arena aus. Zuvor trug man die Partien hauptsächlich in der State Farm Arena aus.

## Geschichte

### Gründung (2007 bis 2008)

Früheres Logo

Am 17. Oktober 2007 gab Donna Orender, die Präsidentin der WNBA, bekannt, dass ein neues Franchise in Atlanta errichtet werden soll, welches bereits an der Saison 2008 in der WNBA teilnehmen solle. Der Besitzer des neuen WNBA-Teams aus Atlanta ist J. Ronald Terwilliger.
Am 28. November 2007 ernannten die Dream Marynell Meadors zur ersten Cheftrainerin und General Manager des Franchise. Meadors hatte bereits Erfahrung mit neugegründeten Mannschaften, da sie schon zuvor die erste Cheftrainerin von den Charlotte Sting war.
Am 23. Januar 2008 wurde mit Dream der Mannschaftsname präsentiert. Die Teamfarben wurden ebenfalls bekannt gegeben: himmelblau, rot und weiß. Der Name und Teamfarben wurden über eine Wahl entschieden, wobei die berechtigten Wähler unter vier verschiedenen Teamnamen und Teamfarben wählen konnten.
Am 6. Februar 2008 fand für die Dream ein Expansion Draft statt. Kurz darauf wurden die Dream ein erstes Mal am Transfermarkt tätig und transferierten Roneeka Hodges und ihren Erstrunden-Pick (insgesamt 4. Pick) nach Seattle für Iziane Castro Marques und dem Erstrunden-Pick (insgesamt 8. Pick) der Storm im WNBA Draft 2008. Danach transferierten die Dream noch ihren Zweitrunden-Pick (insgesamt 18. Pick) und LaToya Thomas zu den Detroit Shock für Ivory Latta.
Noch vor dem Draft präsentierten die Dream am 3. April 2008 die Trikots für die Saison 2008.

### Erste Saisons in der WNBA (2008 bis 2009)
Am 9. April 2008 fand der WNBA Draft 2008 statt, bei dem sich die Dream in der ersten Runde für Tamera Young entschieden. Noch am selben Tag wurde Ann Wauters, Morenike Atunrase und ein Zweitrunden-Pick im WNBA Draft 2009 zu den San Antonio Silver Stars für Camille Little, Chioma Nnamaka und einem Erstrunden-Pick im WNBA Draft 2009 transferiert.
Die Dream starteten in ihre erste reguläre Saison denkbar unglücklich, da sie ihre ersten 17 Saison-Spiele alle verloren. Diese Negativserie bedeutete einen neuen WNBA-Negativrekord. Ihr erstes Spiel gewannen die Dream am 5. Juli vor eigenem Publikum gegen die Chicago Sky mit 91:84. Der erste Auswärtserfolg folgte bereits im darauffolgenden Spiel gegen die Minnesota Lynx, die sie nach einem starken Finish mit 73:67 besiegten. Am Ende konnten die Dream vier von 34 Spielen in der regulären Saison gewinnen. Da die Dream die Saison mit der schlechtesten Bilanz beendeten, standen die Chancen relativ hoch, dass sie den ersten Pick im WNBA Draft 2009 zugeteilt bekommen. Am 9. Dezember gewannen die Dream die Lotterie und erhielten somit das erste Wahlrecht beim Draft 2009. Die Dream entschieden sich beim Draft für Angel McCoughtry von der University of Louisville. Die Dream veränderten einen großen Teil von ihrem Kader während der Saisonpause, sodass nur mehr vier von elf Spielerinnen aus der vorherigen Saison im Kader der Dream standen. Am 20. April 2009 sorgten die Dream für Aufsehen, als sie mit Chamique Holdsclaw eine All-Star-Spielerin verpflichteten. Damit stellten die Dream bereits in ihrer zweiten Saison einen äußerst hochwertigen Kader. Während die Indiana Fever in der Eastern Conference relativ bald uneinholbar in Führung lagen, kämpften die Dream über den größten Teil der Saison mit den Detroit Shock, Washington Mystics, Chicago Sky und Connecticut Sun um die restlichen drei Playoff-Plätze. Die Dream konnte sich die am Ende mit 18 Siegen in 34 Spielen als zweite Mannschaft für die Playoffs qualifizieren. In den Playoffs treffen die Dream auf die Shock, die die Saison mit derselben Bilanz beendeten. Jedoch konnten die Dream den Großteil der direkten Begegnungen für sich entscheiden und somit erhielten die Dream den zweiten Platz und damit den Heimvorteil in den Playoffs. In den Playoffs konnten sie mit den Shock zwar lange mithalten, trotzdem schafften sie es nie wirklich den amtierenden Meister aus Detroit in Bedrängnis zu bringen, die die Serie eindeutig mit 2:0 in Spielen für sich entscheiden konnten. Am Ende der Saison gab Ron Terwilliger bekannt, dass er sein Amt als Haupteigentümer niederlegen wird. Am 29. Oktober 2009 übernahm Kathy Betty die Kontrolle über das Franchise.

### Einzug in die WNBA-Finals (2010–2013)
Die Dream beendeten die reguläre Saison 2010 mit 19 Siegen in 34 Spielen, was einen neuen Franchise-Rekord bedeutete. Während der Mannschaft aus Atlanta in der vorherigen Saison eine schlechtere Bilanz für den zweiten Platz in der Eastern Conference reichte. So erreichten die Dream in dieser Saison den vierten und letzten Playoff-Platz in ihrer Conference. In den Conference-Semifinals trafen die Atlanta Dream auf die Washington Mystics. Die Ausgangslage sprach klar gegen die Dream. Die Mystics beendeten die reguläre Saison klar besser als die Dream, außerdem hatten die Mystics das Heimrecht und drei der vier direkten Begegnungen in der regulären Saison gewonnen. Das letzte Spiel zwischen den beiden Mannschaften, welches die Mystics klar für sich entscheiden konnten, fand sogar erst drei Tage vor dem ersten Playoff-Spiel statt. Trotz der schlechten Ausgangslage konnten die Dream mit einer außerordentlichen Leistung die Serie mit 2:0 Siegen zu gewinnen, wodurch die Dream erstmals in ihrer Geschichte in die Conference Finals einzogen. In den Conference Finals trafen die Dream auf die New York Liberty. Obwohl die Serie über weite Strecke sehr ausgeglichen war, schafften die Dream in nur zwei Spielen den Einzug in die WNBA-Finals. Herausragendste Spielerin der Serie war wie bereits in den Conference Semifinals Angel McCoughtry, die im letzten Spiel gegen New York 42 Punkte erzielte.
In den WNBA-Finals trafen die Dream auf die Seattle Storm, die die gesamte Saison dominierten. Die Dream konnte zwar die einzelnen Spiele spannenden gestalten, doch am Ende gewannen die Storm die Serie deutlich mit 3:0 und damit erstmals seit 2004 die WNBA-Meisterschaft gewinnen konnten.
In der Saison 2011 erzielte die Dream mit 20:14 Erfolgen die beste Bilanz der Teamgeschichte, qualifiziert sich aber trotzdem nur als Dritter der Eastern Conference für die Playoffs. In deren Verlauf konnte die Connecticut Sun mit 2:0 und die Indiana Fever 2:1 besiegt werden und so wieder die Finals erreicht werden. In deren Verlauf konnte wieder kein Spiel gewonnen werden und die Minnesota Lynx gewannen erstmals den WNBA-Titel.
In der Saison 2012 wurde mit 19:15 Erfolgen wieder die Playoffs erreicht. Diesmal scheiterte das Team in der ersten Runde mit 1:2 an den Indiana Fever.
In der Saison 2013 erzielte die Dream mit 17:17 Erfolgen einen ausgeglichene Bilanz in der regulären Saison und qualifiziert sich wieder für die Playoffs. In deren Verlauf konnte die Chicago Sky mit 2:0 und die Indiana Fever ebenfalls 2:0 besiegt werden und so wieder die Finals erreicht werden. In deren Verlauf konnte wieder kein Spiel gewonnen werden und die Minnesota Lynx gewannen zum zweiten Mal den WNBA-Titel. Die Dream warten damit nach 9 Spielen weiter auf den ersten Sieg in einer Finalserie und nur die New York Liberty haben mehr Final-Serien verloren.

### Aktuelle Situation (seit 2014)
In der Saison 2014 erzielte das Team mit 19:15 Erfolgen erstmals die beste Bilanz der regulären Saison in der Eastern Conference, schied aber in der ersten Playoff-Runde gegen die Chicago Sky mit 1:2 aus.
In der Spielzeit 2015 verpasste die Mannschaft mit einer Bilanz von 15:19 nach sechs Playoff-Teilnahmen erstmals wieder die Postseason. 2016 steigerte sich das Team wieder und konnte mit einer ausgeglichenen Bilanz die Playoffs erreichen und ging als Team Nummer 6 in das neue Playoff-System. Nach einem Erfolg in der ersten Runde scheiterte das Team in der zweiten Runde an dem Team der Chicago Sky. 2017 spielten die Dream die schwächste Saison nach der Premierensaison und verpassten mit nur 12 Siegen somit zum dritten Mal in der Vereinsgeschichte die Playoffs. Ein Hauptgrund für die schwachen Leistungen war das Fehlen von Angel McCoughtry, die aus gesundheitlichen Gründen in der Saison 2017 nicht für Atlanta spielte.
McCoughtrys Rückkehr hatte dann auch einen großen Anteil daran, dass in der Spielzeit 2018 die Dream wieder die Playoffs erreichten. Als zweitbestes Team der Liga erreichte das Team aus Atlanta aufgrund des WNBA-Playoff-Systems automatisch das Halbfinale. Da McCoughtry sich in der Schlussphase der regulären Saison verletzt hatte und auch in den Playoffs nicht auf dem Platz stehen konnte, scheiterten die Dream dort knapp mit 2:3-Siegen an den Washington Mystics. Aufgrund des Fehlens von McCoughtry, die weiterhin verletzungsbedingt kaum spielte, war die Saison 2019 sportlich wenig erfolgreich. Die Dream waren das schwächste Team der Liga und acht Siege bedeuteten die schwächste Bilanz seit der Debütsaison. Vor der Saison 2020 verließ McCoughtry das Team und wechselte zu den Las Vegas Aces. In den folgenden Saisons bestätigte sich die Abhängigkeit des Teams von seinem Top-Star. Bis 2022 wurden die Playoffs nicht mehr erreicht. In den neun Saisons, in denen McCoughtry regelmäßig spielte, wurden achtmal die Playoffs erreicht und ohne sie erstmals in der Saison 2023.

## Spielstätte
| Saison | Zuschauer- schnitt | WNBA-Zu- schauerschnitt |
| ------ | ------------------ | ----------------------- |
| 2008   | 8.468              | 7.952                   |
| 2009   | 7.102              | 8.039                   |
| 2010   | 6.293              | 7.834                   |
| 2011   | 6.487              | 7.955                   |
| 2012   | 5.453              | 7.457                   |
| 2013   | 5.853              | 7.531                   |
| 2014   | 5.864              | 7.578                   |
| 2015   | 6.122              | 7.318                   |
| 2016   | 5.614              | 7.655                   |

| Saison | Zuschauer- schnitt | WNBA-Zu- schauerschnitt |
| ------ | ------------------ | ----------------------- |
| 2017   | 4.452              | 7.716                   |
| 2018   | 4.194              | 6.769                   |
| 2019   | 4.270              | 6.535                   |
| 2020   | COVID-19           | COVID-19                |
| 2021   | 1.347              | 2.620                   |
| 2022   | 2.682              | 5.646                   |
| 2023   | 3.006              | 6.615                   |
| 2024   | 4.744              | 9.807                   |

Die Atlanta Dream tragen ihre Heimspiele ab 2020 in der Gateway Center Arena im Vorort College Park aus. Von Beginn an bis zur Renovierung 2017 war man in der Philips Arena beheimatet.
Aufgrund von Renovierungsarbeiten in der Spielstätte spielten die Dream 2017 und 2018 im Hank McCamish Pavilion. Das Ausweichquartier bei der Georgia Tech University diente auch schon den Hawks als Ausweichquartier. 2019 kehrte man für eine Saison in die renovierte und umbenannte State Farm Arena zurück. Ab der Saison 2020 ist das Team in der neuen Gateway Center Arena, mit 3.500 Plätzen beim Basketball, ansässig.

### Zuschauerzahlen
In der ersten Saison waren die Spiele der Dream, trotz vieler Niederlagen, sehr gut besucht. Mit einem Schnitt von über 8.000 Zuschauern pro Spiel lagen die Dream auch klar über dem WNBA-Schnitt. Das Eröffnungsspiel war in der ersten Saison mit 11.609 Zuschauern das bestbesuchte in der gesamten Saison. Trotz der sportlichen Steigerung in den folgenden Spielzeiten blieb diese Saison bis heute diejenige mit dem höchsten Schnitt und ist auch weiterhin die einzige in der die Zuschauerzahlen über den WNBA-Schnitt lagen. Aufgrund des renovierungsbedingten Umzugs sanken die niedrigen Zuschauerzahlen noch weiter. Auch die Playoff-Qualifikation 2018 änderte daran nichts. Die Rückkehr in die State Farm Arena im Jahr 2019 brachte trotz der schwachen sportlichen Leistung eine leichte Steigerung der Zuschauerzahlen.

## Erfolge und Ehrungen

### Sportliche Erfolge
Die größten Erfolge des Franchise sind die Erfolge in den Eastern Conference Finals in den Jahren 2010, 2011 und 2013. In den Saisons 2014 und 2018 erzielte das Team die beste Bilanz der regulären Saison in der Eastern Conference, schied aber in den Playoffs jeweils vorzeitig aus.

### Individuelle Auszeichnungen
Individuelle Auszeichnungen erhielt im Team der Dream bisher vor allem Angel McCoughtry. Als Nummer 1 Draft-Pick konnte sie die Erwartungen des Drafts erfüllen und wurde als Rookie of the Year geehrt. Sie war außerdem zweimal die Spielerin mit dem höchsten Punkteschnitt in der Liga. Daneben gehen nur noch drei weitere nach Atlanta.
Kim Perrot Sportsmanship Award: Die Ehrung zur fairsten Spielerin der Liga ging bisher einmal an das Team aus Atlanta.
- 2015 – DeLisha Milton-Jones

Rookie of the Year: Die Auszeichnung „Rookie of the Year“ wurde erstmals 2022 von einem Dream-Spielerin verliehen.
- 2022 – Rhyne Howard

Most Improved Player Award: Die Auszeichnung der meistverbesserten Spielerin war nach der Saison 2016 die bisher letzte an eine der Dream-Spielerinnen ging.
- 2016 – Elizabeth Williams

Coach of the Year Award: Zwei Trainer wurden zum besten Trainer der regulären Saison ernannt. Die erste Ehrung erfolgte im Jahr der ersten Playoff-Teilnahme, die zweite nachdem die Niederlagenanzahl der Vorsaison halbiert werden konnte.
- 2009 – Marynell Meadors
- 2018 – Nicki Collen

Peak Performer: Diesen Award ging bisher zweimal nach Atlanta. Angel McCoughtry konnten dabei mit dem höchsten Punkteschnitt jeweils die angesehenste erspielen.
- 2012 – Angel McCoughtry (Punkte)
- 2013 – Angel McCoughtry (Punkte)

Rookie of the Year Award: Als Nummer 1 Draft-Pick konnte Angel McCoughtry die Erwartungen des Drafts erfüllen und wurde in ihrer ersten Saison als bester Liga-Neuling geehrt.
- 2009 – Angel McCoughtry

Executive of the Year Award: Diese Auszeichnung wird seit der Saison 2017 an den besten Teamchef der regulären Saison verliehen und diese ging 2018 erstmals nach Atlanta.
- 2018 – Chris Sienko

### Saisonübersicht
Abkürzungen: Sp. = Spiele, S = Siege, N = Niederlagen
| Saison | Sp. | S   | N   | Siege in % | Platz                  | Playoffs |
| 2008   | 34  | 4   | 30  | 11,8       | 7., Eastern Conference | nicht qualifiziert |
| 2009   | 34  | 18  | 16  | 52,9       | 2., Eastern Conference | Niederlage in den Conference Semifinals, 0:2 (Detroit Shock) |
| 2010   | 34  | 19  | 15  | 55,9       | 4., Eastern Conference | Sieg in den Conference Semifinals, 2:0 (Washington Mystics) Sieg in den Conference Finals, 2:0 (New York Liberty) Niederlage in den WNBA-Finals, 0:3 (Seattle Storm) |
| 2011   | 34  | 20  | 14  | 58,8       | 3., Eastern Conference | Sieg in den Conference Semifinals, 2:0 (Connecticut Sun) Sieg in den Conference Finals, 2:1 (Indiana Fever) Niederlage in den WNBA-Finals, 0:3 (Minnesota Lynx)      |
| 2012   | 34  | 19  | 15  | 55,9       | 3., Eastern Conference | Niederlage in den Conference Semifinals, 1:2 (Indiana Fever) |
| 2013   | 34  | 17  | 17  | 50,0       | 2., Eastern Conference | Sieg in den Conference Semifinals, 2:0 (Chicago Sky) Sieg in den Conference Finals, 2:0 (Indiana Fever) Niederlage in den WNBA-Finals, 0:3 (Minnesota Lynx)          |
| 2014   | 34  | 19  | 15  | 55,9       | 1., Eastern Conference | Niederlage in den Conference Semifinals, 1:2 (Chicago Sky) |
| 2015   | 34  | 15  | 19  | 44,1       | 5., Eastern Conference | nicht qualifiziert |
| 2016   | 34  | 17  | 17  | 50,0       | 4., Eastern Conference | Sieg in der 1. Runde, 1:0 (Seattle Storm) Niederlage in der 2. Runde, 0:1 (Chicago Sky)                                                                              |
| 2017   | 34  | 12  | 22  | 35,3       | 5., Eastern Conference | nicht qualifiziert |
| 2018   | 34  | 23  | 11  | 67,6       | 1., Eastern Conference | Niederlage in den WNBA Semifinals, 2:3 (Washington Mystics) |
| 2019   | 34  | 8   | 26  | 23,5       | 6., Eastern Conference | nicht qualifiziert |
| 2020   | 22  | 7   | 15  | 31,8       | 4., Eastern Conference | nicht qualifiziert |
| 2021   | 32  | 8   | 24  | 25,0       | 5., Eastern Conference | nicht qualifiziert |
| 2022   | 36  | 14  | 22  | 38,9       | 5., Eastern Conference | nicht qualifiziert |
| 2023   | 40  | 19  | 21  | 47,5       | 4., Eastern Conference | Niederlage in der 1. Runde, 0:2 (Dallas Wings) |
| 2024   | 40  | 15  | 25  | 37,5       | 4., Eastern Conference | Niederlage in der 1. Runde, 0:2 (New York Liberty) |
| Gesamt | 578 | 254 | 324 | 43,9       |                        | 10 Playoff-Teilnahmen in 17 Saisons 17 Serien: 7 Siege, 10 Niederlagen 41 Spiele: 17 Siege, 24 Niederlagen (41,5 %)                                                  |

## Trainer
- Marynell Meadors (2008–2012)
- Fred Williams (2012–2013)
- Michael Cooper (2014–2017)
- Nicki Collen (2018–2020)
- Mike Petersen (2021, interimsweise)
- Darius Taylor (2021, interimsweise)
- Tanisha Wright (2022–2024)
- Karl Smesko (ab 2025)

## Spielerinnen

### Kader der Saison 2023
Stand: 6. Juni 2023
| Nr. | Land               | Name              | Position      | Geburtsdatum | Erfahrung in WNBA | College                           |
| --- | ------------------ | ----------------- | ------------- | ------------ | ----------------- | --------------------------------- |
| 00  | Vereinigte Staaten | Naz Hillmon       | Forward       | 05.04.2000   | 1 Saison          | University of Michigan            |
| 2   | Vereinigte Staaten | Aari McDonald     | Guard         | 20.08.1998   | 2 Saisons         | University of Arizona             |
| 3   | Vereinigte Staaten | Danielle Robinson | Guard         | 10.05.1989   | 11 Saisons        | University of Oklahoma            |
| 7   | Kanada             | Laeticia Amihere  | Forward       | 10.07.2001   | Rookie            | University of South Carolina      |
| 10  | Vereinigte Staaten | Rhyne Howard      | Guard         | 29.04.2000   | 1 Saison          | University of Kentucky            |
| 12  | Vereinigte Staaten | Nia Coffey        | Forward       | 11.06.1995   | 6 Saisons         | Northwestern University           |
| 13  | Vereinigte Staaten | Haley Jones       | Forward/Guard | 23.05.2001   | Rookie            | Stanford University               |
| 15  | Vereinigte Staaten | Allisha Gray      | Guard         | 12.01.1995   | 6 Saisons         | University of South Carolina      |
| 21  | Frankreich         | Iliana Rupert     | Center        | 12.07.2001   | 1 Saison          | -                                 |
| 23  | Vereinigte Staaten | Asia Durr         | Guard         | 05.04.1997   | 2 Saisons         | University of Louisville          |
| 25  | Vereinigte Staaten | Monique Billings  | Forward       | 02.05.1996   | 5 Saisons         | UCLA                              |
| 34  | Vereinigte Staaten | Cheyenne Parker   | Forward       | 22.08.1992   | 8 Saisons         | Middle Tennessee State University |

### Erstrunden-Wahlrechte beim WNBA Draft
| Name             | Jahr | Draft-Position |
| ---------------- | ---- | -------------- |
| Tamera Young     | 2008 | 8.             |
| Angel McCoughtry | 2009 | 1.             |
| Chanel Mokango   | 2010 | 9.             |
| Ta’Shia Phillips | 2011 | 8.             |
| Shoni Schimmel   | 2014 | 8.             |
| Samantha Logic   | 2015 | 10.            |

| Name            | Jahr | Draft-Position |
| --------------- | ---- | -------------- |
| Bria Holmes     | 2016 | 11.            |
| Brittney Sykes  | 2017 | 7.             |
| Brianna Turner  | 2019 | 11.            |
| Chennedy Carter | 2020 | 4.             |
| Aari McDonald   | 2021 | 3.             |
| Rhyne Howard    | 2022 | 1.             |

In den bisher zehn Spielzeiten seit der Gründung vor der Saison 2008 hatten die Dream acht Draftrechte in der ersten Runde des WNBA Drafts. Das Franchise hatte meist einen Draft-Pick in der ersten Runde. Zweimal hatte das Franchise aufgrund von Trades keinen Draft-Pick in der ersten Runde.
Das Team aus Georgia konnte mit Angel McCoughtry vor der Saison 2009 die erste Spielerin im Draft auswählen. Diese konnte die in sie gesteckten Erwartungen erfüllen und wurde nach ihrer ersten Saison in der WNBA zum besten Neuling des Jahres gewählt.
Mit Bria Holmes und Brittney Sykes stehen nur noch zwei Spielerin, die von den Dream in der ersten Runde eines Drafts ausgewählt wurden, am Ende der Saison 2017 im Kader des Klubs. Angel McCoughtry spielte aus gesundheitlichen Gründen nicht in der Saison 2017.